# Halina Reijn
Halina Reijn est une actrice, productrice, écrivaine et réalisatrice néerlandaise née le 10 novembre 1975 à Amsterdam (Pays-Bas).

## Biographie

### Jeunesse et formation
Halina Reijn est née le 10 novembre 1975 à Amsterdam, aux Pays-Bas, de Fleur ten Kate et Frank Volkert Reijn (1931-1986). Les parents de Reijn sont tous deux artistes. Sa famille est adepte de l'anthroposophie, et ses parents adhèrent au mouvement spirituel Subud. Ils vivent sans télévision et ne vont jamais au cinéma. Au lieu de cela, ils jouent de la musique, dessinent et peignent. Son père a construit pour elle une salle de théâtre avec un podium et des appartements. Elle ne va pas à l'école dans cette période. Elle raconte deux anecdotes : « Je me souviens d’un jour où nous étions allés en ville. J’ai vu des gens payer pour acheter des légumes, alors que nous, on les cultivait ! Je ne comprenais rien. J’avais aussi plein de poils sur les jambes et je ne m’étais jamais posé de question. Car, pour mes parents, j’étais la créature la plus merveilleuse du monde. Puis un jour, on s’est moqué de moi, j’ai alors découvert ces histoires de pilosité… ».
Halina Reijn commence à s'intéresser au métier d'acteur lorsque sa baby-sitter l'emmène voir Annie, une adaptation cinématographique de la comédie musicale de Broadway, dans un théâtre local, à l'âge de six ans. Elle se rappelle : « Quand j'ai vu Annie, je me suis dit que je voulais faire la même chose. J'étais très jalouse d'elle ». Avec l'aide de sa mère, elle s'inscrit à un théâtre pour jeunes à Veendam. Halina Reijn le trouve inadéquat et pense que les autres enfants ne le prennent pas assez au sérieux, ce qui pousse sa mère à passer une audition avec le collectif théâtral De Voorziening (précurseur du Noord Nederlands Toneelâ), bien qu'elle n'ait que dix ans.
À l'âge de dix ans, un an après la séparation à l'amiable de ses parents, son père meurt subitement d'une suffocation causée par une embolie pulmonaire non diagnostiquée. Après la mort de son père, la famille déménage dans un quartier nouvellement construit de Groningue. À partir de l'âge de onze ans, elle fréquente le Vooropleiding Theater de Groningue, une académie sélective où l'on donne des cours et où l'on doit répéter tous les midis,.
Quelques années plus tard, elle devient étudiante à l'Académie de théâtre de Maastricht, où elle obtient son diplôme en 1998. Lors de sa deuxième année à Maastricht, elle est invitée à rejoindre l'ensemble De Trust, où elle se voit offrir le rôle d'Ophélie dans Hamlet. Par la suite, Theu Boermans, le directeur artistique, lui propose une place permanente au sein du collectif. Parmi ses autres prestations pour De Trust, son interprétation de Lulu dans Shopping and Fucking lui vaut le prestigieux prix de théâtre néerlandais, la Colombina, en tant que « meilleure actrice dans un second rôle » en 1998. Elle joue également dans d'autres pièces dont La Cerisaie.
Tout au long de ses années d'études, elle joue plusieurs petits rôles sur le petit écran, ou au cinéma. En 1998, elle joue un rôle important en tant que travailleuse du sexe dans Suzy Q, un film de Martin Koolhoven qui a marqué les esprits et dans lequel Carice van Houten, devenue une de ses amies de longue date, tient le rôle-titre. Malgré l'accueil chaleureux de la critique, le film n'est jamais sorti en vidéo, en salle ou en dehors de son pays d'origine en raison de problèmes de licence musicale,.

### Parcours comme actrice
Au début des années 2000, le collectif théâtral De Trust rencontre des difficultés. Halina Reijn s'impose toutefois comme actrice, au théâtre, au cinéma et à la télévision. Elle joue ainsi  dans la première réalisation de Nanouk Leopold, une tragicomédie intitulée Îles flottantes, qui suit les vies dysfonctionnelles de trois amis qui viennent d'avoir trente ans. Elle joue son premier rôle pour le Toneelgroep, une compagnie de théâtre basée à Amsterdam, avec Ivo van Hove comme metteur en scène, dans le rôle de la courtisane Poppea dans Con Amore. Elle renforce aussi sa notoriété en intervenant dans différentes séries télévisées, ainsi que dans plusieurs films remarqués comme Zus et Zo de Paula van der Oest, film nommé aux Oscars dans la catégorie des meilleurs films étrangers. 2004 est une année de redécouverte et de récupération pour Halina Reijn. a eu besoin de faire une pause et de s'éloigner provisoirement de son travail, de ses amis et de sa maison. En avril de la même année, à l'invitation de Renée Missel, qu'elle a rencontrée aux Oscars au printemps, elle se rend à Los Angeles. Pendant son séjour à Los Feliz, quartier de Los Angeles, et grâce à une bourse de la Fondation VandenEnde et du Fonds Podiumkunsten, elle participe à un laboratoire d'acteurs et de metteurs en scène. L'année suivante, elle remonte sur scène avec La Mégère apprivoisée de Shakespeare, où elle interprète le personnage principal. La nouvelle interprétation de la pièce reçoit des critiques élogieuses, Reijn étant particulièrement acclamée pour son rôle de Katherina. Reijn a ensuite joué dans Black Book, un drame-thriller sorti en 2006 sur la Seconde Guerre mondiale coécrit et réalisé par Paul Verhoeven, avec Carice van Houten et Sebastian Koch. Le film, qui se déroule dans les Pays-Bas occupés par les nazis, la met en scène dans le rôle de Ronnie, une opportuniste qui donne la priorité à son propre luxe et à sa survie pendant la guerre, contrairement à Rachel Steinn (interprétée oar van Houten), une femme juive en fuite qui s'engage dans la résistance néerlandaise. Elle auditionne d'abord  pour le rôle principal, mais est écartée en faveur de van Houten et obtient le rôle de Ronnie à la place ; Paul Verhoeven trouvant que son apparence correspond mieux à ce dernier personnage. Le film est sélectionné et présenté en première mondiale à la 63e Mostra de Venise, en 2006, où il est en compétition pour le Lion d'or. Elle joue le rôle secondaire de Margarethe von Oven aux côtés de Carice van Houten, dans le film Walkyrie, sorti en 2008 avec Tom Cruise dans la distribution. Ce film marque le premier et unique rôle de Halina Reijn dans une grande production hollywoodienne. En 2009, Halina Reijn interprète son premier monodrame, La voix humaine de Jean Cocteau. Le projet estdéveloppé pour le centre d'art anversois Monty. Au début, Hanila Reijn appréhende ce rôle en se remémorant de mauvaises expériences avec des pièces en solo dans les années de formation, et, pour vaincre ses appréhensions, elle s'implique directement dans le texte en co-traduisant le texte original. En outre, elle a modifié son style de jeu intense habituel pour le rendre plus discret. Mick Heaney du Irish Times décrit le jeu de Halina Reijn « dont la performance est remarquable dans n'importe quelle langue ». Ce monodrame s'avére être un succès. Sur une période de onze ans, elle le joue 183 fois à travers le monde,.
Au début des années 2010, elle revient sur le grand écran avec Win/Win, un téléfilm sur la crise financière de 2008. Halina Reijn prête également sa voix à un court métrage, intitulé Sintel, un court métrage d'animation en anglais. D'une durée de 15 minutes, il met en scène une jeune fille nommée Sintel, dont la voix est celle de Halina Reijn, et son dragon de compagnie, dont la voix est celle de Thom Hoffman. Elle fait partie ensuite de différentes distributions et notamment de Goltzius et la Compagnie du Pélican, film sorti en 2012, écrit et réalisé par Peter Greenaway. Dans ce film sur le graveur néerlandais Hendrik Goltzius, elle interprète le rôle de Portia,. Outre sa présence au cinéma, elle continue à interprèter également des pièces de théâtre comme la pièce Obsessione aux côtés de Jude Law, une coproduction entre le Toneelgroep Amsterdam et le Barbican Centre de Londres, ou encore  Marie Stuart la pièce de Friedrich Schiller mis en scène par Ivo van Hove.

### Parcours comme productrice et réalisatrice
En 2015, Reijn lance sa société de production, Man Up, avec Carice van Houten, qui produit en 2019 sa première réalisation,  Instinct : Liaison interdite , saluée par la critique, avec van Houten dans le rôle principal. Le film est présenté en première au Festival international du film de Locarno, remportant le Variety Piazza Grande Award et recevant une mention spéciale pour le meilleur premier long métrage. Il est également présenté en avant-première au Festival international du film de Toronto, au Festival du film de Londres et dans d'autres festivals, et est sélectionné en tant que film néerlandais pour la 92e cérémonie des Oscars dans la catégorie Meilleur film international.
Elle produit et réalise ensuite d'autres films, notamment Bodies Bodies Bodies sorti en 2022 puis Babygirl sorti en 2024, avec Nicole Kidman, sur les désirs d’une femme de pouvoir. Pour ce rôle, l'actrice Nicole Kidman se voit remettre à la Mostra de Venise 2024 la Coupe Volpi de la meilleure interprétation féminine, et lors des Golden Globes 2025 le Golden Globe de la meilleure actrice dans un film dramatique. Sur le thème de ce film, Halina Reijn indique : « J’ai envie d’explorer “la bête” qui peut être en chaque femme. Babygirl pose toutes ces questions : on peut être femme, se projeter dans des carrières comme des hommes, se sentir forte, tout en assumant des désirs qui semblent contradictoires, comme avoir envie de se faire humilier pendant le sexe ».

### Parcours comme romancière
En 2005, elle publie un roman semi-autobiographique Prinsesje Nooitgenoeg. Elle publie ensuite d'autres ouvrages dont, avec son amie Carice van Houten, un livre intitulé Anti Glamour, un (faux) guide de style et une célébration de leur amitié, ainsi qu'un regard candide sur les coulisses peu glamour de leur vie. Bien que les deux soient amies, s'embrassent occasionnellement devant la caméra et qu'elles ont plaisanté sur le fait d'être lesbiennes, il n'y a pas a priori d'engagement autre entre elles.

## Filmographie

### Actrice

#### Cinéma
- 1998 : Kort Rotterdams - Temper ! Temper ! de Frank Lammers (court métrage)
- 2000 : De omweg de Frouke Fokkema : Sara
- 2001 : Îles flottantes (nl) de Nanouk Leopold : Isa
- 2001 : Zus & Zo de Paula van der Oest : Bo Mendes
- 2002 : Villa des roses de Frank Van Passel : Natsje
- 2002 : Flicka de Guido van Gennep et Marco Vermaas (court métrage) : Flicka
- 2002 : Les Proies (Moonlight) de Paula van der Oest : la femme folle en voiture
- 2003 : Boy Ecury de Frans Weisz : la petite amie d'Ewoud
- 2003 : Grimm d'Alex van Warmerdam : Maria
- 2003 : X & the Wildmen d'Aleifka Bijlsma (court métrage) : X
- 2003 : Polleke (nl) d'Ineke Houtman : Tina
- 2003 : L'Affaire du père (De Passievrucht (nl)) de Maarten Treurniet : Ellen
- 2005 : Masterclass de Hans Teeuwen : la seconde actrice
- 2005 : Lentelied d'Erik de Bruyn (court métrage)
- 2006 : Ik omhels je met 1000 armen (nl) de Willem van de Sande Bakhuyzen (court métrage) : Lureen
- 2006 : Black Book (Zwartboek) de Paul Verhoeven : Ronnie
- 2006 : Et pour quelques billes de plus (Voor een paar knikkers meer) de Jelmar Hufen (court métrage) : la mère de Michiel
- 2007 : Blind de Tamar van den Dop : Marie Tinne
- 2007 : Nadine d'Erik de Bruyn : Nadine
- 2008 : Walkyrie de Bryan Singer : Margarethe von Oven
- 2010 : Win/Win de Jaap van Heusden : Deniz
- 2010 : Sterke verhalen de Teddy Cherim et Kees von Nieuwkerk : hôtesse
- 2010 : Sintel de Colin Levy (court métrage) : Sintel (voix)
- 2010 : De eetclub de Robert Jan Westdijk : Hanneke
- 2010 : Great Lenghts de Ramon Gieling (court métage)
- 2011 : Isabelle de Ben Sombogaart : Isabelle
- 2012 : Goltzius et la Compagnie du Pélican (Goltzius and the Pelican Company) de Peter Greenaway : Portia
- 2014 : Tour de force (Hin und weg) de Christian Zübert : la caissière
- 2014 : Pak van mijn hart de Kees van Nieuwkerk : Karin
- 2015 : Boy 7 de Lourens Blok : Marit
- 2016 : De zevende hemel de Job Gosschalk : Eva
- 2017 : Oude liefde de Nicole van Kilsdonk : Tess
- 2019 : Grimm re-edit d'Alex van Warmerdam : Marie
- 2021 : For the Birds d'elle-même (court métrage)

#### Télévision
- 1993 : Coverstory (série télévisée) (épisode 8) : la domestique des Laban
- 1994 : Pril geluk (série télévisée) : Sanne
- 1995 : In voor- en tegenspoed (série télévisée) (saison 3, épisode 2) : employée
- 1997 : Fort Alpha (série télévisée) (saison 2, épisode 8) : Eva
- 1998 : Unit 13 (série télévisée) (saison 3, épisode 6) : Anne-Marie Ruyter
- 1998 : De wet op het kleinbedrijf de Kees Vlaanderen (téléfilm)
- 1999 : De zeven deugden (série télévisée) (épisode 2) : Roos
- 1999 : Le Train de 18h10 (De trein van zes uur tien) de Frank Ketelaar (téléfilm) : Mieke Volkers
- 1999 : Suzy Q de Martin Koolhoven (téléfilm) : prostituée
- 1999 : Inspecteur de Cock (Baantjer) (série télévisée) (saison 5, épisode 8) : Anna
- 1999 : Leven en dood van Quidam Quidam (série télévisée) : Barbella
- 1999 : Zaanse nachten de Kees Hin (téléfilm)
- 2000 : Wet & Waan (série télévisée) (épisode 3) : Janna Koster
- 2001 : De acteurs (série télévisée) : Ellie
- 2001 : Herschreven vriendschap de Mijke de Jong (téléfilm)
- 2002 : De afrekening de Paul Ruven (téléfilm)
- 2002 : Ware liefde (série télévisée) : Charlotte
- 2002 : Intensive Care (série télévisée) (épisode 10) : Michelle
- 2003 : Het wonder van Maxima de Paul Ruven (téléfilm) : hôtesse Patty
- 2007 : De prins en het meisje de Peter de Baan (mini-série) (2 épisodes) : Mabel Wisse Smit
- 2008 : Parels & zwijnen (série télévisée) (épisode 8) : Maria Stagioni
- 2009 : Draadstaal (série télévisée) : divers personnages
- 2010 : In therapie (série télévisée) (3 épisodes) : Lara
- 2011 : Van God los (série télévisée) (épisode 7) : Nadia
- 2012 : De Overloper de Pieter van Rijn (téléfim) : Hannie Verbist
- 2013 : Charlie (série télévisée) : Charlie Bloem
- 2014 : Jeuk (série télévisée) (1 épisode) : Halina
- 2015 : La Nature parle (Nature is Speaking) (série télévisée) (1 épisode) : Mère Nature (voix)
- 2015 : Bagels & Bubbels série télévisée) (8 épisodes) : Vanessa Kremer
- 2015 : De Leerling de Rutger Veenstra (téléfilm) : Lana, l'enseignante
- 2018 : Conspiracy of Silence (série télévisée) (8 épisodes) : Maggie van Haal
- 2020-2021 : Red Light de Wouter Bouvijn (série télévisée) (10 épisodes) : Esther Vinkel

### Réalisatrice
- 2019 : Instinct : Liaison interdite (nl)
- 2021 : For The Birds (court-métrage)
- 2022 : Bodies, Bodies, Bodies
- 2024 : Babygirl